# Бачково
Бачково (болг. Ба́чково) — село в Болгарии. Находится в Пловдивской области, входит в общину Асеновград. Население составляет 343 человека.

## Политическая ситуация
В местном кметстве Бачково, в состав которого входит Бачково, должность кмета (старосты) исполняет Маргарита Атанасова Гутева (Болгарская социалистическая партия (БСП)) по результатам выборов.
Кмет (мэр) общины Асеновград — Христо Грудев Грудев (коалиция партий: Граждане за европейское развитие Болгарии (ГЕРБ), ВМРО — Болгарское национальное движение) по результатам выборов.

## Галерея

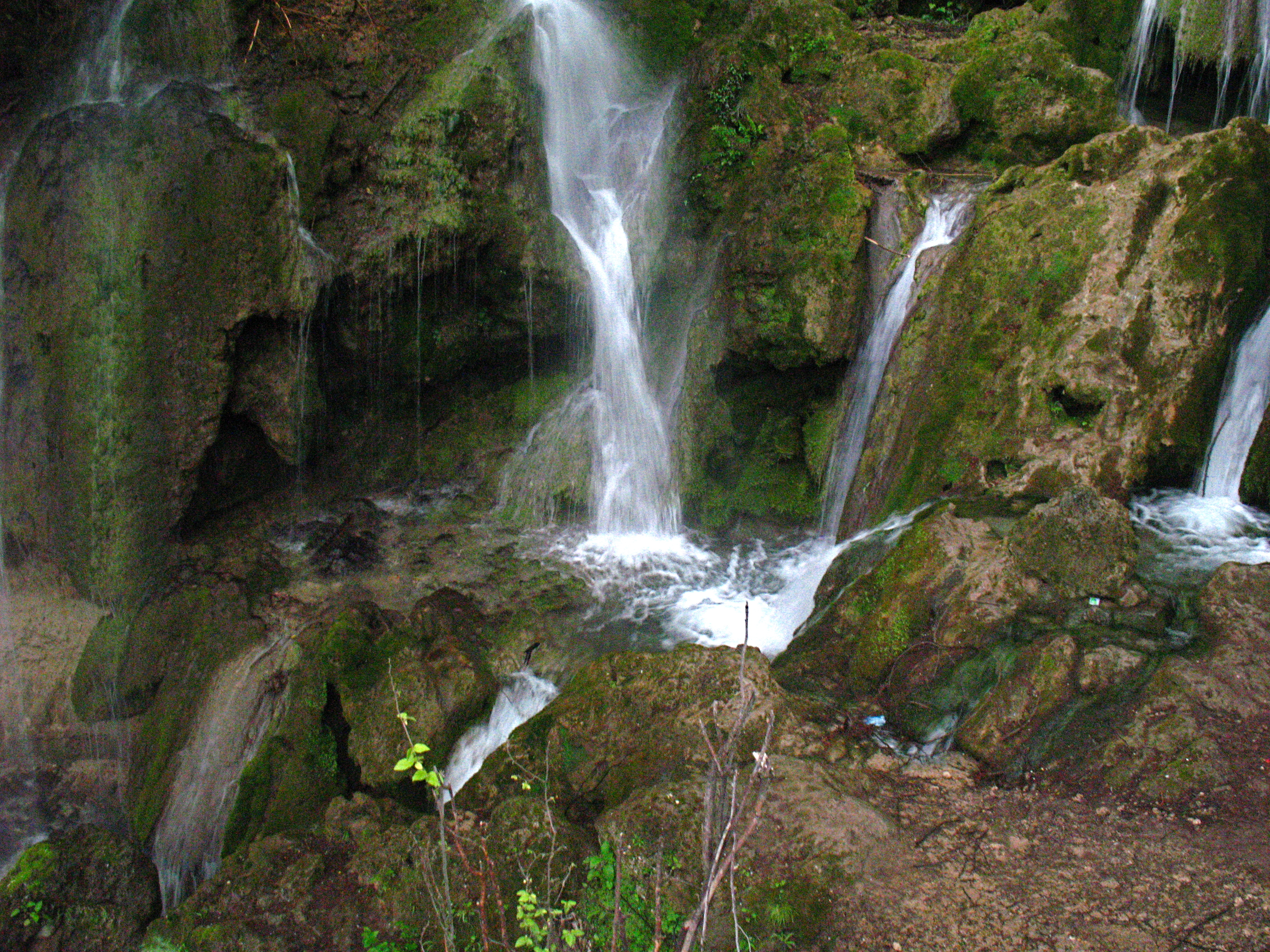
Бачковский водопад
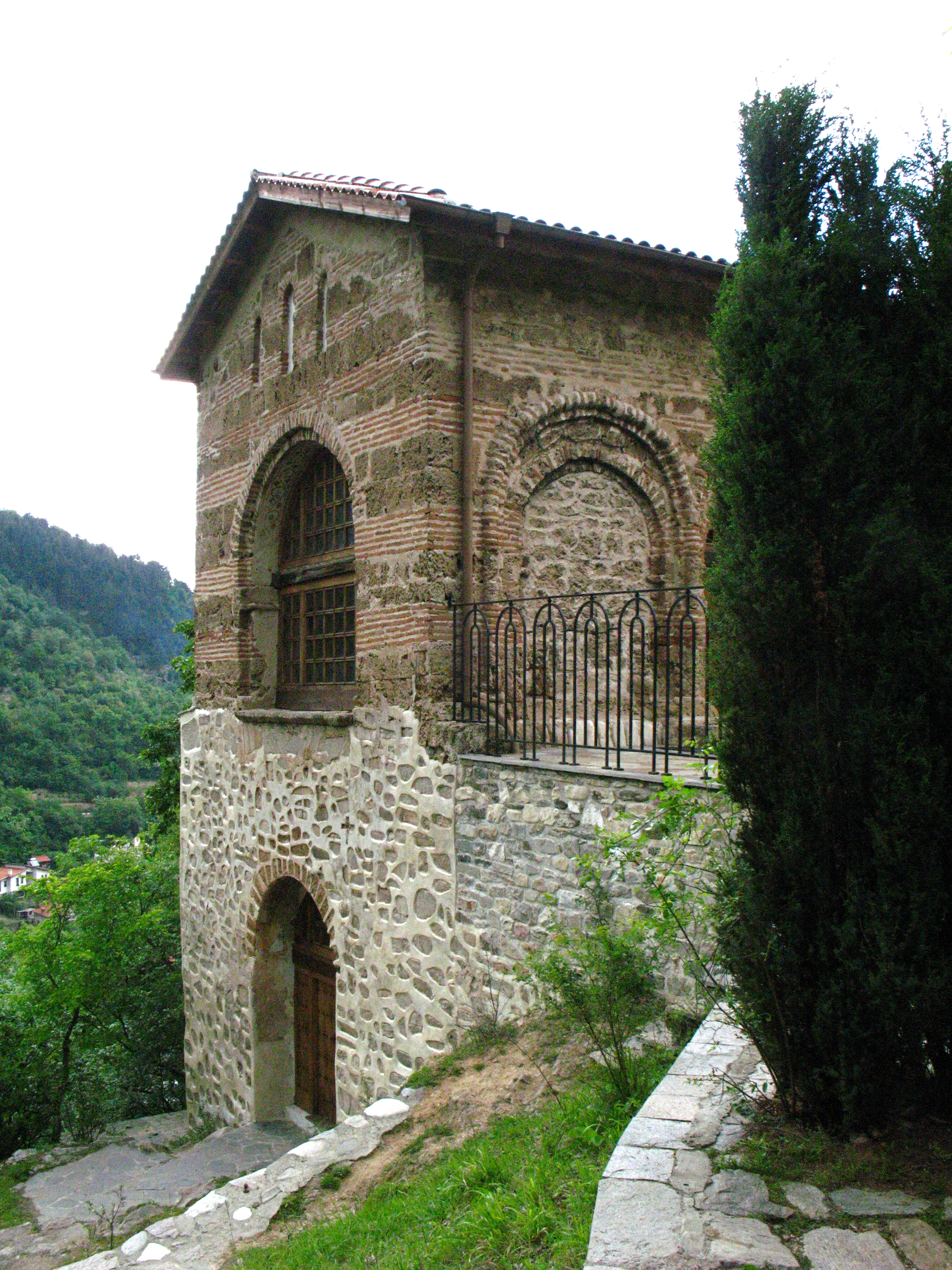
Бачковский склеп
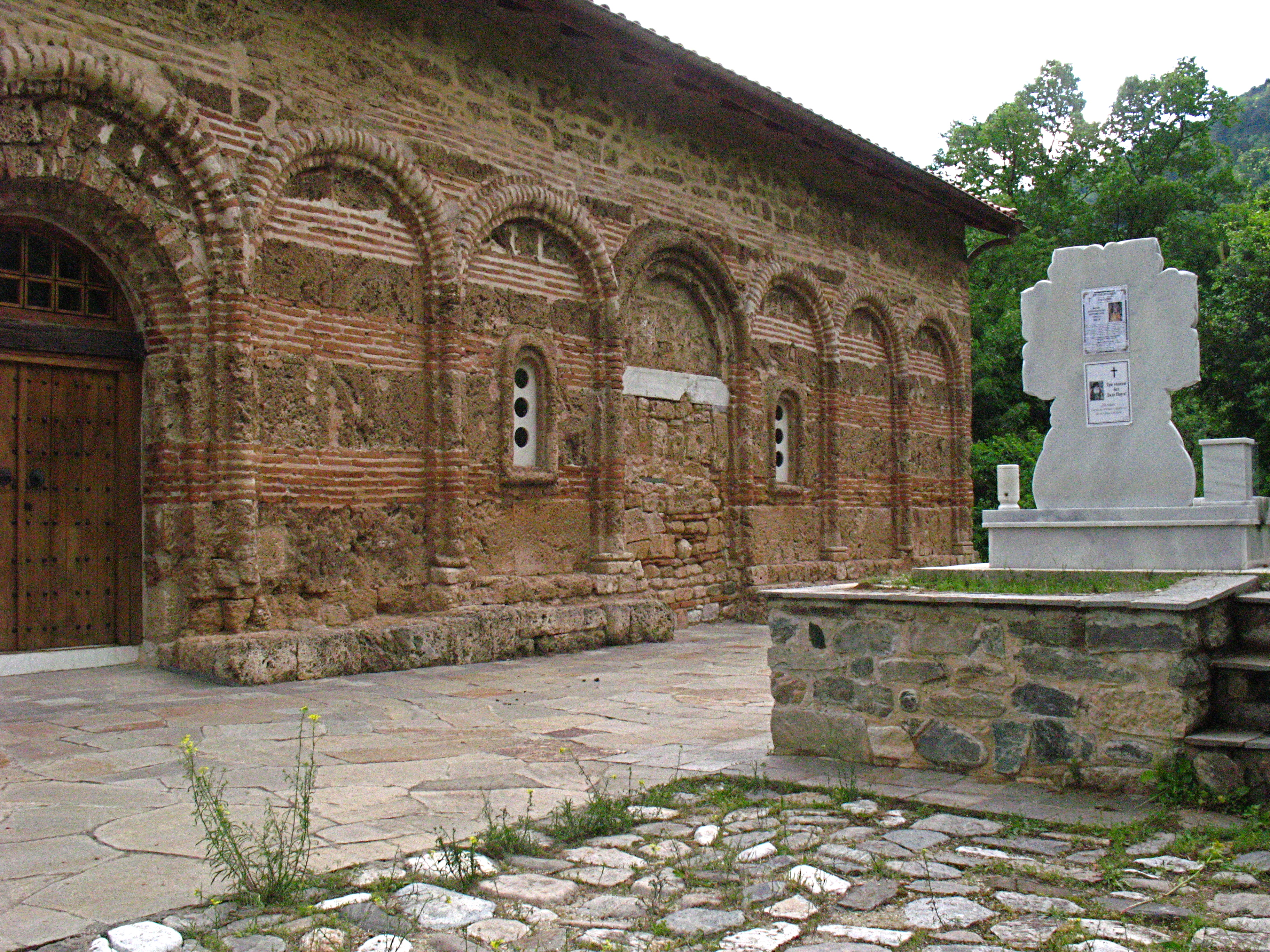
Бачковский склеп